# Topple the Giants
Topple the Giants è il secondo EP del gruppo musicale statunitense Adema, pubblicato il 2 aprile 2013. Il disco contiene 3 tracce inedite e 4 tracce provenienti dai precedenti album della band registrate con la nuova formazione.

## Tracce
1. Resolution – 3:21
2. Topple the Giants – 4:03
3. Lions – 4:08
4. Unstable – 3:20
5. Immortal – 4:03
6. Planets – 4:03
7. Giving In – 4:49

## Formazione
- Tim Fluckey – voce, chitarra
- Dave DeRoo – basso, cori
- Kris Kohls – batteria